# 蒋景祁
蒋景祁（1646年（另说1659年）—1695年），字京少。江苏宜兴人，清朝诗人。
早年為诸生。康熙年間举博学鸿词科，未遇。其父蒋永修是進士出身，早年与陈维崧同为秋水社詞友。蒋景祁以“陽羨後學”自稱，亦從陈维崧游，風格亦近维崧。康熙二十五年辑有《瑤華集》二十二卷，收清初词人507家，词作3467首，“凡有去取，必三复详慎而后定”，有宋荦、顾景星為之序，乾隆年間被列為四庫禁燬書目。另有《东舍集》5卷、《梧月亭词》2卷、《罨画溪词》1卷。